# Thomas B. Modly

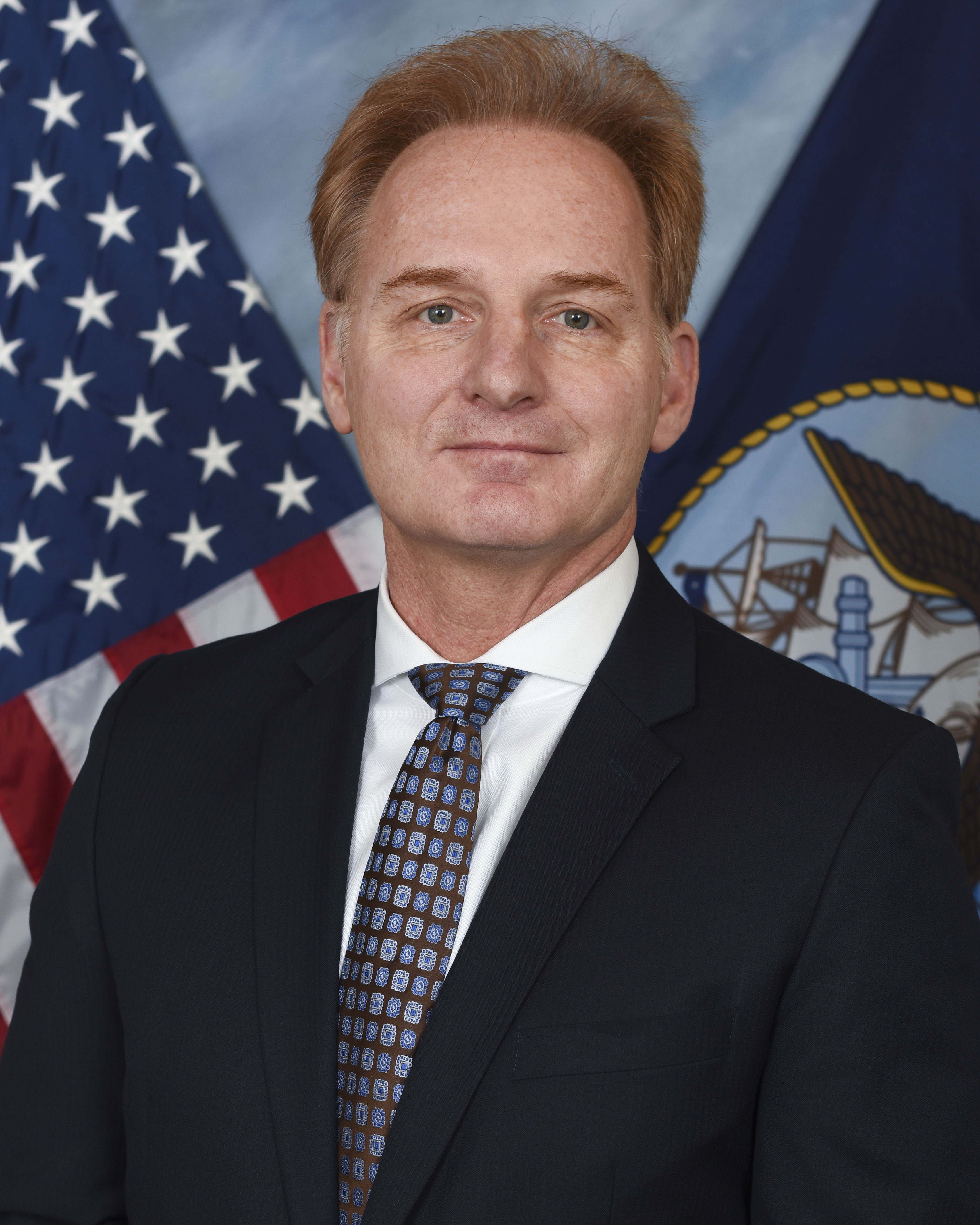
Thomas B. Modly (2017)

Thomas B. Modly ist ein US-amerikanischer Geschäftsmann und ehemaliger Regierungsbeamter. Vom 25. November 2019 bis zum 7. April 2020 war er als Nachfolger von Richard V. Spencer der United States Secretary of the Navy, übte dieses Amt aber nur kommissarisch (acting) aus.
Modly erlangte 1983 den Grad Bachelor of Science mit Auszeichnung an der United States Naval Academy. Im Anschluss trat er in die United States Navy ein, wo er unter anderem Helikopterpilot war. Von 1990 bis 1992 besuchte er die Harvard Business School, wo er den Master in Business Administration mit Auszeichnung erwarb.

## Rücktritt
Für größere mediale Aufmerksamkeit sorgte Modly Anfang April 2020, als er im Rahmen der COVID-19-Pandemie den Kapitän des Flugzeugträgers Theodore Roosevelt, Brett Crozier, entließ. Dieser hatte zuvor in einem Brief an die Admiralität die Evakuierung des vor Guam liegenden Schiffes gefordert, da rund 100 der 4000 Besatzungsmitglieder an COVID-19 erkrankt waren und er eine schnelle Ausbreitung an Bord mit Todesopfern befürchtete. Da der Brief auch an die Öffentlichkeit gelangte, wurde Crozier durch die Regierung wegen der Nichteinhaltung des vorgeschriebenen Dienstwegs scharf kritisiert und von seinem Kommando entbunden. Modly geriet für seine im Rahmen dieses Vorgangs getätigten Aussagen selbst in die Kritik und trat am 7. April 2020 von seinem Amt zurück.

Nachfolger wurde James E. McPherson.